# 1990 en informatique
1989  en informatique - 1990 - 1991  en informatique
Cet article présente les principaux évènements de 1990 dans le domaine informatique :
- janvier : lors de la conférence USENIX, John Ousterhout présente le Tool Command Language, et annonce qu'il est désormais gratuitement téléchargeable depuis la plate-forme FTP de l’Université de Berkeley[1] ;
- mai 1990 : sortie de Microsoft Windows 3.0. ;
- exposition au CERN présentant le premier serveur Web, navigateur Web hypermedia et éditeur Web, inventé par Tim Berners-Lee, avec Robert Cailliau ;
- Prix Turing en informatique : Fernando Corbató.

## Années 1990 en informatique
- Plusieurs fonderies mettent en œuvre des lignes de production avec wafer de 20 cm de diamètre[2].